# اچ‌ام‌اس سایرن (۱۷۴۵)
اچ‌ام‌اس سایرن (۱۷۴۵) (به انگلیسی: HMS Siren (1745)) یک کشتی بود که طول آن ۱۱۲ فوت ۲ اینچ (۳۴٫۱۹ متر) (gundeck) بود. این کشتی در سال ۱۷۴۵ ساخته شد.